# 앙스루아얄구

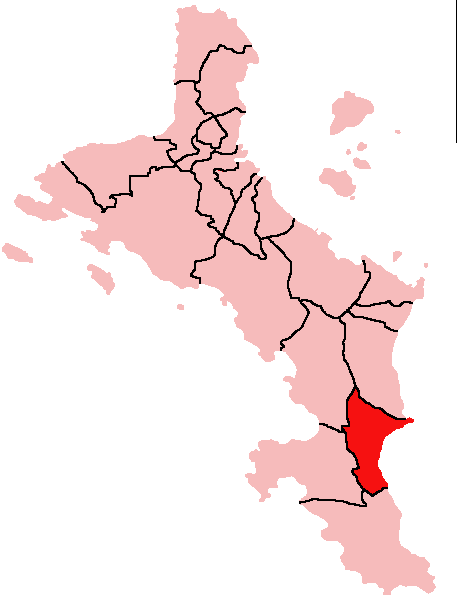
앙스루아얄구의 위치

앙스루아얄구(프랑스어: Anse Royale)는 세이셸을 구성하는 25개 구 가운데 하나로 마에섬에 위치한다. 면적은 6.6km2, 인구는 3,688명(2002년 기준)이다.